# Phyllopetalia stictica
Phyllopetalia stictica là một loài chuồn chuồn ngô thuộc họ Austropetaliidae. Nó là loài đặc hữu của Chile. Môi trường sống tự nhiên của nó là các con sông. Nó bị đe dọa do mất môi trường sống.